# Rugby-League-Weltmeisterschaft 1975
Die siebte Rugby-League-Weltmeisterschaft fand 1975 ohne festen Austragungsort statt. Nach dem Ende der Gruppenphase war Australien auf dem ersten und England auf dem zweiten Platz. Da die beiden Spiele zwischen den Mannschaften in der Gruppenphase ein Unentschieden und ein Sieg für England waren, arrangierte man ein "Final Challenge Match", das Australien 25:0 gewann. Australien gewann damit die WM zum vierten Mal.

## Schiedsrichter
- Laurie Bruyeres
- Marcel Caillol
- Francois Escande
- Harry Hunt
- Georges Jameau
- Andre Lacaze
- Don Lancashire
- Fred Lindop
- Keith Page
- John Percival
- Billy Thompson

## Ergebnisse
| 2. März | Frankreich | 14 : 7 | Wales | Stadium Municipal, Toulouse Zuschauer: 7.563 Schiedsrichter: Fred Lindop |
| 2. März | Bericht    |        |       | Stadium Municipal, Toulouse Zuschauer: 7.563 Schiedsrichter: Fred Lindop |

| 16. März | England | 20 : 2 | Frankreich | Headingley Carnegie Stadium, Leeds Zuschauer: 10.842 Schiedsrichter: Keith Page, Harry Hunt |
| 16. März | Bericht |        |            | Headingley Carnegie Stadium, Leeds Zuschauer: 10.842 Schiedsrichter: Keith Page, Harry Hunt |

| 1. Juni | Australien     | 36 : 8 | Neuseeland | Lang Park, Brisbane Zuschauer: 12.000 Schiedsrichter: Francois Escande |
| 1. Juni | (20:0) Bericht |        |            | Lang Park, Brisbane Zuschauer: 12.000 Schiedsrichter: Francois Escande |

| 10. Juni | England       | 7 : 12 | Wales | Lang Park, Brisbane Zuschauer: 6.000 Schiedsrichter: Don Lancashire |
| 10. Juni | (2:5) Bericht |        |       | Lang Park, Brisbane Zuschauer: 6.000 Schiedsrichter: Don Lancashire |

| 14. Juni | Australien     | 30 : 13 | Wales | Sydney Cricket Ground, Sydney Zuschauer: 25.386 Schiedsrichter: Francois Escande |
| 14. Juni | (18:8) Bericht |         |       | Sydney Cricket Ground, Sydney Zuschauer: 25.386 Schiedsrichter: Francois Escande |

| 15. Juni | Neuseeland    | 27 : 0 | Frankreich | Rugby League Park, Christchurch Zuschauer: 2.500 Schiedsrichter: Laurie Bruyeres |
| 15. Juni | (9:0) Bericht |        |            | Rugby League Park, Christchurch Zuschauer: 2.500 Schiedsrichter: Laurie Bruyeres |

| 21. Juni | Australien     | 26 : 6 | Frankreich | Lang Park, Brisbane Zuschauer: 9.000 Schiedsrichter: John Percival |
| 21. Juni | (18:4) Bericht |        |            | Lang Park, Brisbane Zuschauer: 9.000 Schiedsrichter: John Percival |

| 21. Juni | Neuseeland | 17 : 17 | England | Carlaw Park, Auckland Zuschauer: 12.000 Schiedsrichter: Laurie Bruyeres |
| 21. Juni | Bericht    |         |         | Carlaw Park, Auckland Zuschauer: 12.000 Schiedsrichter: Laurie Bruyeres |

| 28. Juni | Australien    | 10 : 10 | England | Sydney Cricket Ground, Sydney Zuschauer: 33.858 Schiedsrichter: John Percival |
| 28. Juni | (7:5) Bericht |         |         | Sydney Cricket Ground, Sydney Zuschauer: 33.858 Schiedsrichter: John Percival |

| 28. Juni | Neuseeland    | 13 : 8 | Wales | Carlaw Park, Auckland Zuschauer: 9.368 Schiedsrichter: Laurie Bruyeres |
| 28. Juni | (8:3) Bericht |        |       | Carlaw Park, Auckland Zuschauer: 9.368 Schiedsrichter: Laurie Bruyeres |

| 20. September | Wales          | 16 : 22 | England | Wilderspool Stadium, Warrington Zuschauer: 5.034 Schiedsrichter: Marcel Caillol |
| 20. September | (9:14) Bericht |         |         | Wilderspool Stadium, Warrington Zuschauer: 5.034 Schiedsrichter: Marcel Caillol |

| 27. September | Neuseeland     | 8 : 24 | Australien | Carlaw Park, Auckland Zuschauer: 18.000 Schiedsrichter: Fred Lindop |
| 27. September | (6:17) Bericht |        |            | Carlaw Park, Auckland Zuschauer: 18.000 Schiedsrichter: Fred Lindop |

| 11. Oktober | Frankreich     | 2 : 48 | England | Stade Chaban-Delmas, Bordeaux Zuschauer: 1.581 Schiedsrichter: John Percival |
| 11. Oktober | (2:26) Bericht |        |         | Stade Chaban-Delmas, Bordeaux Zuschauer: 1.581 Schiedsrichter: John Percival |

| 17. Oktober | Frankreich | 12 : 12 | Neuseeland | Stade Vélodrome, Marseille Zuschauer: 10.000 Schiedsrichter: Billy Thompson |
| 17. Oktober | Bericht    |         |            | Stade Vélodrome, Marseille Zuschauer: 10.000 Schiedsrichter: Billy Thompson |

| 19. Oktober | Wales   | 6 : 18 | Australien | St Helen’s Rugby and Cricket Ground, Swansea Zuschauer: 11.112 Schiedsrichter: John Percival |
| 19. Oktober | Bericht |        |            | St Helen’s Rugby and Cricket Ground, Swansea Zuschauer: 11.112 Schiedsrichter: John Percival |

| 25. Oktober | England        | 27 : 12 | Neuseeland | Odsal Stadium, Bradford Zuschauer: 5.507 Schiedsrichter: Andre Lacaze |
| 25. Oktober | (10:2) Bericht |         |            | Odsal Stadium, Bradford Zuschauer: 5.507 Schiedsrichter: Andre Lacaze |

| 26. Oktober | Frankreich | 2 : 41 | Australien | Stade Gilbert Brutus, Perpignan Zuschauer: 10.440 Schiedsrichter: Billy Thompson |
| 26. Oktober | Bericht    |        |            | Stade Gilbert Brutus, Perpignan Zuschauer: 10.440 Schiedsrichter: Billy Thompson |

| 1. November | England | 16 : 13 | Australien | Central Park, Wigan Zuschauer: 9.393 Schiedsrichter: John Percival |
| 1. November | Bericht |         |            | Central Park, Wigan Zuschauer: 9.393 Schiedsrichter: John Percival |

| 2. November | Wales   | 25 : 24 | Neuseeland | St Helen’s Rugby and Cricket Ground, Swansea Zuschauer: 2.645 Schiedsrichter: Georges Jameau |
| 2. November | Bericht |         |            | St Helen’s Rugby and Cricket Ground, Swansea Zuschauer: 2.645 Schiedsrichter: Georges Jameau |

| 6. November | Wales          | 23 : 2 | Frankreich | The Willows, Salford Zuschauer: 2.247 Schiedsrichter: Fred Lindop |
| 6. November | (15:2) Bericht |        |            | The Willows, Salford Zuschauer: 2.247 Schiedsrichter: Fred Lindop |

### Abschlusstabelle
| Platz | Mannschaft | Spiele | G' | U | V | P+  | P-  | Diff. | Punkte |
| ----- | ---------- | ------ | -- | - | - | --- | --- | ----- | ------ |
| 1     | Australien | 8      | 6  | 1 | 1 | 198 | 69  | +129  | 13     |
| 2     | England    | 8      | 5  | 2 | 1 | 167 | 84  | +83   | 12     |
| 3     | Wales      | 8      | 3  | 0 | 5 | 110 | 130 | −20   | 6      |
| 4     | Neuseeland | 8      | 2  | 2 | 4 | 121 | 149 | −28   | 6      |
| 5     | Frankreich | 8      | 1  | 1 | 6 | 40  | 204 | −164  | 3      |

### Finale
| 12. November | England       | 0 : 25 | Australien | Headingley Carnegie Stadium, Leeds Zuschauer: 7.680 Schiedsrichter: Fred Lindop |
| 12. November | (0:8) Bericht |        |            | Headingley Carnegie Stadium, Leeds Zuschauer: 7.680 Schiedsrichter: Fred Lindop |